# 芙蕾达·平托
芙蕾达·赛琳娜·平托（1984年10月18日—）是一名主要在美国和英国电影中演出的印度女演员。她在印度孟买出生并长大，很小时就立志要当演员。就读孟买圣沙勿略学院期间，她曾参与业余戏剧演出。毕业后，她还短暂从事过模特和电视节目主持人的工作。
平托因2008年的英国剧情片《贫民窟的百万富翁》一炮走红，并以这部电影处女作赢得棕榈泉国际电影节最具突破演出奖，还获得英国电影学院奖、MTV电影大奖和青少年选择奖提名。接下来她又在多部美国和英国电影中亮相，大多是出演配角。她在商业上最成功的作品是2011年的科幻片《猩球崛起》。2011年，平托因在迈克尔·温特伯顿执导的《特莉萨娜》中扮演电影同名女主角获得广泛关注。2014年，她又因出演传记片《沙漠舞者》获得评论界好评。
虽然印度媒体称赞平托在外国电影中打破印度女性的刻板形象，但她本人在印度影坛的知名度不高。从影後，她还投身人道主义事业，并为女性和儿童权利代言。

## 早年经历和背景
芙蕾达·赛琳娜·平托于1984年10月18日在印度孟买出生，父母都是门格洛尔的天主教徒，源自过去属葡萄牙殖民地的果阿邦。她的父亲弗雷德里克·平托（Frederick Pinto）是巴罗达银行的分行高级经理，母亲西尔维亚·平托（Sylvia Pinto）则是孟买戈雷加奥恩（Goregaon）圣约翰高中的校长。芙蕾达还有个名叫莎朗（Sharon）的姐姐，在新德里电视台上班。

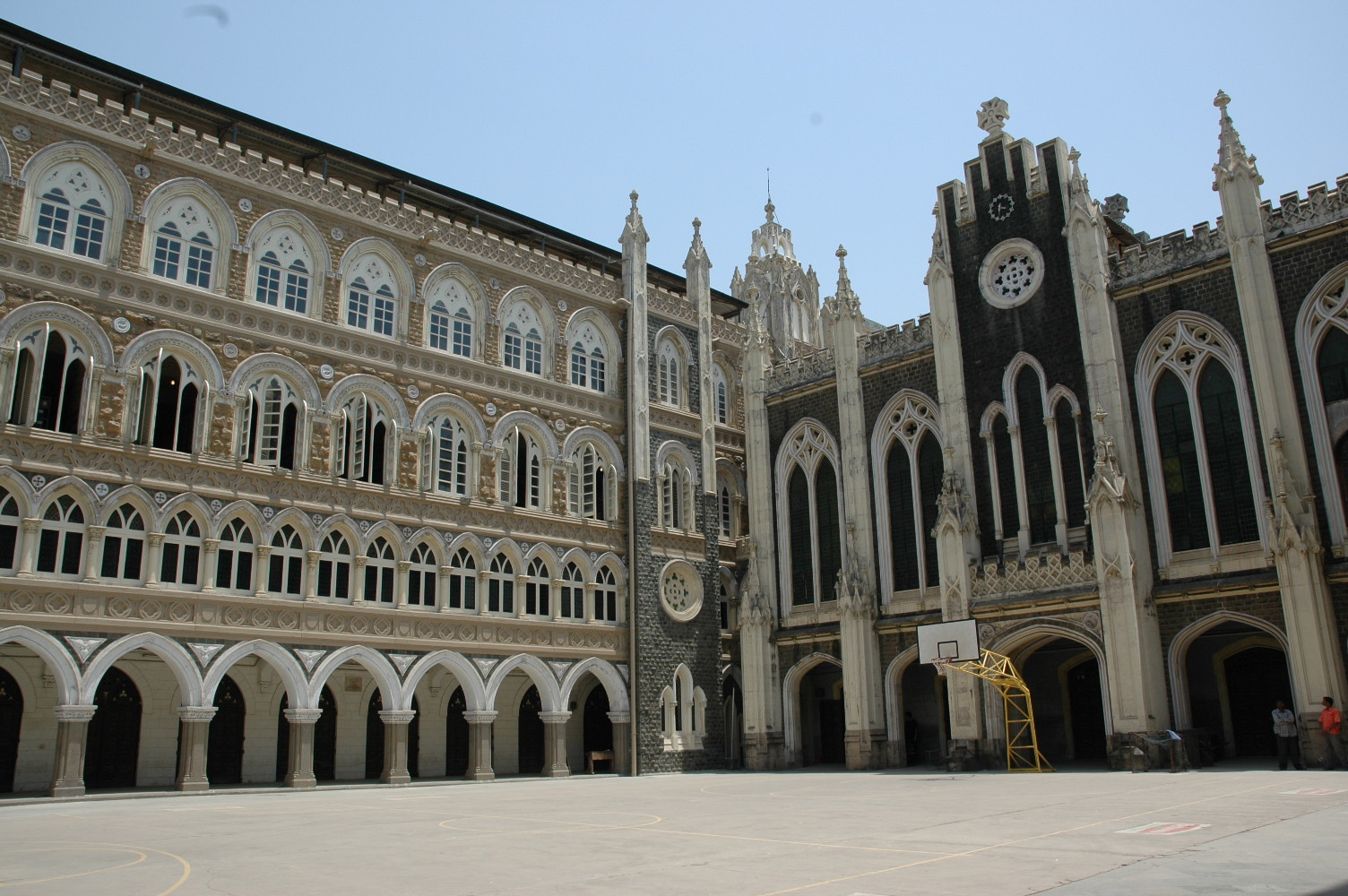
平托毕业于孟买圣沙勿略学院（图），就读该校期间还曾参与业余戏剧演出。

平托在马拉德（Malad）长大，家中生活水准达到中产阶级水平。早在五岁那样，她就想成为演员，童年时经常打扮自己模仿电视中的演员。据平托回忆，苏丝米塔·森赢得1994年环球小姐桂冠令她深受启发，“整个国家都为她深感自豪，当时我就想，总有一天我也要像她那样。”平托先是在马拉德的圣若瑟卡梅尔修道院女校就读，然后获孟买圣沙勿略学院录取，主修英语文学，辅修心理学和经济学。高校求学期间，她曾参与业余戏剧演出，但一直等到2005年毕业后才开始接受表演和模特工作邀约。
虽然年幼时就立志投身表演事业，但平托直到上大学时看过《女魔头》后才决定从影。对此她表示：“那时候我应该是看了《女魔头》……然后就下了决心。我一定要找到门路，一定要有这种彻底转型的作品。”。平托的模特生涯于2005年开始，并于同年加入印度精锐模特管理公司并合作两年半。她在多个电视或平面广告亮相，涉及产品包括箭牌口香糖、斯柯达汽车、印度沃达丰、巴帝电信、和戴比尔斯。
从事模特工作期间，平托还开始参加电影和电视节目试镜，获选担任国际旅游节目《完整循环》（Full Circle）的主持人，节目于2006至2008年间在Zee亚太国际频道播出。借主持节目之机，平托得以前往包括阿富汗、斐济、马来西亚、新加坡和泰国在内的多个国家。她还参加过多部宝莱坞和好莱坞电影试镜，如争取出演马克·福斯特执导的《007：大破量子危机》中邦德女郎卡米尔·蒙特斯（Camille Montes）一角，但这些尝试大多落空。据平托之后回忆，这些经历让她学到很多经验，她“很高兴事情是这样发展。我需要被拒绝，需要学习，事情就该如此......我能接受100次拒绝，相信一定会有某个特别的机会注定要落在我头上。”

## 演艺生涯

### 2008至2010年：起步和突破

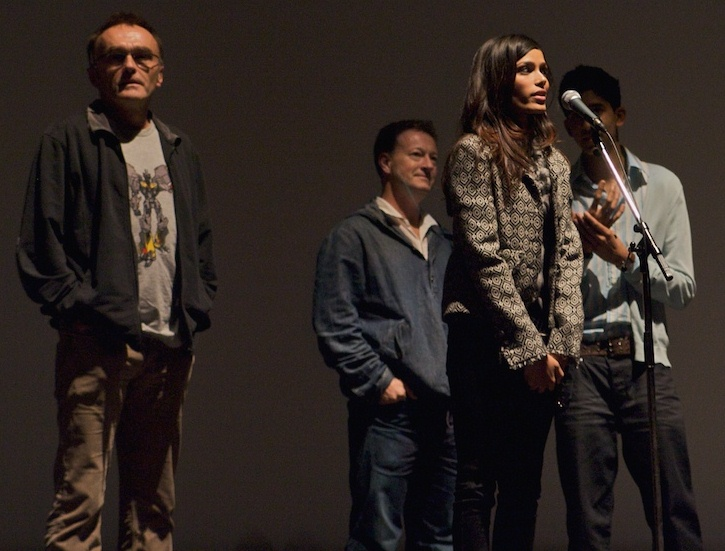
平托及剧组成员在2008年多伦多国际电影节的《贫民窟的百万富翁》放映现场亮相

2007年，平托所在的模特经纪公司应《贫民窟的百万富翁》选角主任要求挑选七名模特参加该片女主角试镜，平托便是其中之一。经过长达六个月的反复试镜，平托赢得角色，在片中饰演男主角杰玛（Jamal）的心上人拉媞卡（Latika），与戴夫·帕特尔演对手戏。电影后期制作期间，她在孟买的巴里·约翰表演工作室学习表演课程。虽然从课程中可以学到表演的“技术方面”知识，但平托觉得结合实际经验来看，这些知识“同实际演出截然不同……所以对我来说，最有用的表演学习经历就是在丹尼·博伊尔手下试镜那六个月。”《贫民窟的百万富翁》成为2008年世界影坛的黑马，其剧情和配乐广受好评，以1500万美元预算获得3.77亿美元全球票房，也是第81届奥斯卡金像奖角逐中最成功的电影，全部十项提名有八项获奖，其中包括最佳影片奖。平托本人在棕榈泉国际电影节上获最具突破演出奖，并同片中其他演员一起夺得美国演员工会奖最佳群体演出奖，她还因出演本片在第62届英国电影学院奖角逐中获最佳女配角奖提名。平托在电影中的出场时间有限，所以没有引起多少评论界关注。《加尔各答电信报》（The Telegraph）认为这么少的戏份让人难以对她的演技作出判断，该报专栏作家巴拉什·普拉丹（Bharathi S. Pradhan）指出，“《贫民窟的百万富翁》还不足以考验芙蕾达的表演实力。”

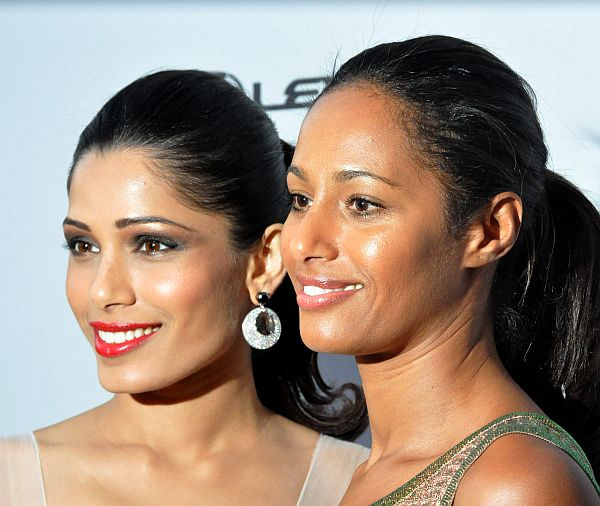
2010年10月，平托（左）和露拉·耶布瑞尔出席电影《米拉尔》在第18届汉普顿国际电影节上的放映活动。

凭《贫民窟的百万富翁》打响名气后，平托又签约出演两部文艺电影。一部是伍迪·艾伦执导的喜剧片《命中注定，遇見愛》（You Will Meet a Tall Dark Stranger），她在片中与安东尼奥·班德拉斯、乔许·布洛林、安东尼·霍普金斯、阿努潘·凯尔（Anupam Kher）和娜奥米·沃茨合作演出，饰演身份不明的“神秘女性”，引起布洛林扮演角色的关注。影片于2010年5月在第63届戛纳电影节首映，正式上映后所获评价褒贬不一。接下来平托又在朱利安·许纳贝导演的（Miral）中出镜，该片根据露拉·耶布瑞尔（Rula Jebreal）的半自传体小说改编，平托的角色是在以色列难民营长大的巴勒斯坦孤儿。电影在巴勒斯坦领地摄制，平托此前还专门探访当地多个难民营，为演出做准备。她还表示，20世纪40年代印巴分治期间她也有过类似经历，所以更能理解主人翁的性格特点。影评人对《米拉尔》的整体感观不佳，但对平托表演的态度呈两极分化状态。《独立报》的杰弗里·麦克纳布（Geoffrey Macnab）认为平托对米拉尔一角的诠释“非常引人入胜”，但《卫报》的彼得·布拉德肖（Peter Bradshaw）则感觉平托在片中“看起来心神不宁，似乎不适合出演这个角色。”

### 2011年后
2011年有四部平托参演的电影上映，首先是《人猿星球》系列电影的重启之作、科幻片《猩球崛起》。她在片中饰演灵长类学家卡罗琳（Caroline），是詹姆斯·弗兰科出演角色的恋人。为了演好角色，她还花时间钻研英格兰人类学家珍·古道尔的事业发展历程。影片的全球票房总额达4亿8180万美元，截至2016年6月依然是她票房最高的作品。不过，平托的角色因人物形象太单一而受到批评，安东尼·昆（Anthony Quinn）在《独立报》撰文称这是电影失败的一面，《好莱坞报道》的托德·麦卡锡（Todd McCarthy）觉得这不过又是银幕上已延续存在多年的又一个端庄女友形象，并且无聊程度更胜往昔。接下来平托在迈克尔·温特伯顿导演的《特莉萨娜》（Trishna）中饰演电影同名女主角。影片根据托马斯·哈代的小说《德伯家的苔丝》改编，平托的角色是拉贾斯坦邦农家少女，离开家人前去为英国出生的印度酒店业主打工，与里兹·阿迈德演对手戏。电影在2011年多伦多电影节首映，评论界反响褒贬不一。《今日印度》（India Today）的尼沙特·巴里（Nishat Bari）称赞这是平托当时“最扎实”的演出。菲利普·法兰奇（Philip French）则在《卫报》撰文称平托扮演的女主角“令人着迷”，《芝加哥太阳报》的罗杰·埃伯特也称赞她的演出“美得令人感动”。不过，《纽约时报》的玛诺拉·达吉斯（Manohla Dargis）对此有不同看法，在她看来，平托虽是片中“最美丽的风景之一，但她和导演都没有给予特莉萨娜足够的生命力。”

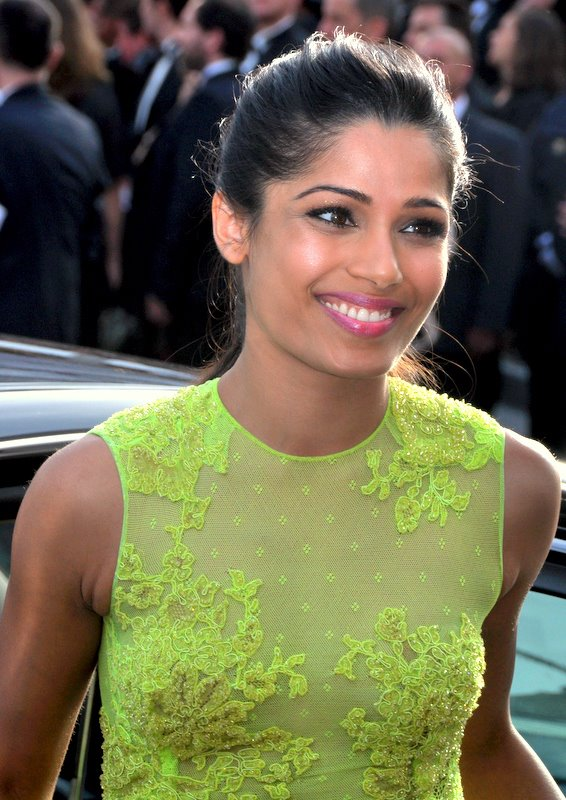
平托出席2012年戛纳电影节

2011年上映的独立制作时代剧《黑金》（Or noir）是这年第三部有平托参演的作品，故事背景设在20世纪30年代的中东地区，一同出演的还有安东尼奥·班德拉斯、马克·斯特朗和莉亚·科贝德。该片获得的整体评价很差，但《纽约时报》的安迪·韦伯斯特（Andy Webster）认为平托和科贝德的演出“令人耳目一新”，称赞两人“独立于这片男性主导且令人窒息的环境之外。”这年大银幕上最后一部平托出演的作品是奇幻片《惊天战神》，她在片中诠释先知祭司淮德拉。评论界对影片反响不一，但其全球票房总额达到2亿2690万美元。托德·麦卡锡在《好莱坞报道》发文，称平托对淮德拉的演绎“干练到位”。
2011年过后，平托连续两年没有新片上映，2013年虽在布鲁诺·马尔斯单曲《大猩猩》（Gorilla）的音乐视频中露面，但却受到印度传媒批评。《印度时报》和《印度斯坦时报》都谴责她在视频内的舞蹈几与“艳舞”无异。同年，平托还在纪录片《女孩崛起》（Girl Rising）中担任讲解员，该片由同名活动组织制作，旨在促进世界各地的女性教育。
接下来，平托以2014年的传记片《沙漠舞者》（Desert Dancer）回归观众视野，该片主要介绍伊朗编舞家阿夫欣·加法朗（Afshin Ghaffarian）的人生经历，她在片中饰演吸食海洛因成瘾的艾拉（Elaheh），是瑞斯·里奇（Reece Ritchie）扮演的男主角的意中人。为了出演这个角色，平托需要连续14个星期每天彩排八小时完成舞蹈训练。此外，她还在美国的多个康复中心了解毒瘾戒断过程。电影所获总体评价不佳，但安迪·韦伯斯特在《纽约时报》发文称平托的角色虽然形象模糊，所涉剧情也非常单薄，但她的表现依然“动人心魄”。
2015年，平托出演的第一部电影是泰伦斯·马力克执导的《圣杯骑士》，影片属实验电影，主要演员包括克里斯蒂安·贝尔、凯特·布兰切特、娜塔莉·波特曼和安东尼奥·班德拉斯。她在片中饰演模特海伦（Helen）。谈及此次无剧本演出时，平托表示“第一天时绝对有点伤脑筋，因为你都不知道要干些啥。但只要想通就没关系了，你还会觉得非常轻松。整个过程充满乐趣，令人颇感解放，对此我觉得非常满足。”该片在第65屆柏林电影节竞赛单元首映，所获评价褒贬不一，再于2016年3月开始在美国上映。2015年的纪录片《万物一体》（Unity）旨在探索地球各物种之间的关系，共有100名讲解员，平托便是其中之一。这年上映的第三部有她出演的电影是哥伦比亚动作片《枪火游戏》（Blunt Force Trauma），她在片中饰演一名寻找杀害弟弟凶手的女子，同瑞恩·柯万腾和米基·洛克演对手戏。《好莱坞报道》的约翰·德福尔对该片观感不佳，批评影片“装模做样，自命不凡。”2015年5月，據報導，平托將参演安迪·瑟克斯执导的真人冒险奇幻电影《森林之子毛克利》，该片根据魯德亞德·吉卜林的小說《叢林奇譚》改编，她在片中为主人翁的养母配音。該片於2019年上映。
2019年6月，平托宣布参演詹姆斯·戴维·万斯回忆录《乡下人的悲歌》同名改编电影，该电影于次年11月在Netflix上线。2021年，消息指平托将出演特別行動執行處传奇女特工努尔·艾娜雅特·汗传记《间谍公主：努尔·艾娜雅特·汗的一生》（Spy Princess: The Life of Noor Inayat Khan）改编电影的拍摄。

## 私生活

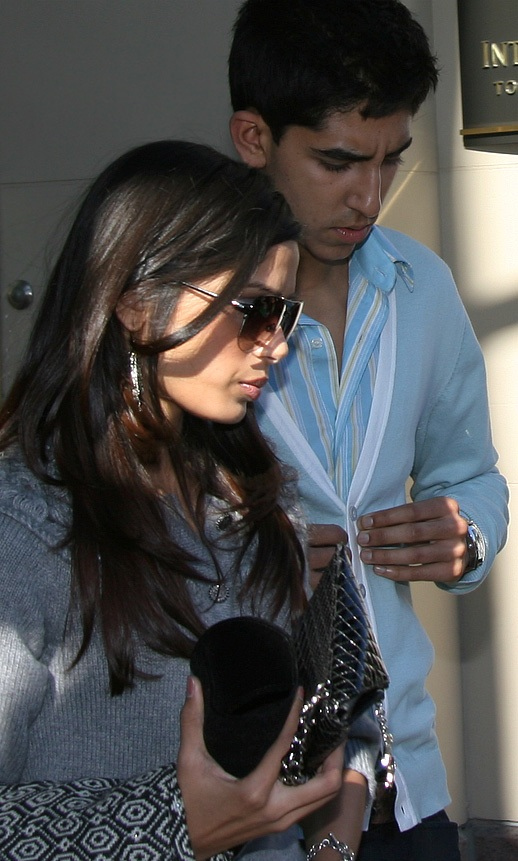
平托和戴夫·帕特尔出席2008年多伦多国际电影节

平托从影前曾与她的公关洛汗·安涛（Rohan Antao）订婚，但两人的关系于2009年1月中止，她开始和主演《贫民窟的百万富翁》的戴夫·帕特尔交往，后者比她要小六岁。2012年，平托在接受采访时表示今后不再希望同帕特尔合作演出，因为她觉得两人已无法重现《贫民窟的百万富翁》中那种银幕化学效应。经过六年交往，两人于2014年12月和平分手。《贫民窟的百万富翁》获得成功后，平托一度“居无定所”，往返于孟买、伦敦和洛杉矶之间。不过，她曾于2015年接受《今日美国》采访时表示自己正住在洛杉矶。
在我看来，女性主义就是平等。男人并不比女人高等，反之亦然。许多人对女性主义存在曲解或误解。我们提倡女性主义，但这并非认为应当由女性统治世界，男人只能成为附属。只有在男女公平对待彼此时，我们才有可能拥有逐渐进步的成功国家甚至世界。——平托的女性主义立场
平托在发展演艺生涯的同时还积极参与人道主义事业，为提高女性及贫困儿童的生活水平代言。她曾在接受媒体采访时表示，安吉丽娜·朱莉和马拉拉·优素福扎伊在女性主义问题上的立场方面对她有“巨大”影响。2010年，平托加入安德烈·阿加西和施特菲·格拉芙的慈善组织“阿加西基金会”（the Agassi Foundation），还在基金欠款的年度筹款活动“第15届儿童大满贯”中筹得7万5000美元善款，这些款项主要用于向贫困儿童提供教育。两年后，她成为国际计划组织因为我是女孩（Because I am a Girl）慈善运动的全球形象大使，这项活动的主要目标是帮助数以百万计的女孩摆脱贫困，进而促进性别平等。
2013年，平托在为古馳“变革的钟声”活动制作的宣传短片中亮相，这项活动旨在筹集资金，呼吁人们关注女性在教育、卫生和社会公正领域面临的问题。次年，她又在伦敦出席“女孩权利峰会”，呼吁全社会采取更加积极的手段终结残割女性生殖器和童婚。2015年3月，平托发言反对印度政府禁映《印度的女儿》之举，这部由莱斯莉·乌德温（Leslee Udwin）制作的纪录片取材自2012年发生在德里的恶性轮奸案。《印度的女儿》在美国首映时，她又在接受采访时称应该让公众看到这部绝非意在“羞辱印度的纪录片”。同年，平托还在另一次接受采访时称：“这部电影绝对不是在宣扬通过暴力来解决问题，事实上我们的理念是要以有史以来最文明的方式来处理这件事。”
2016年2月，平托宣布她将加入非营利机构“我们一起干”（We Do It Together），该组织旨在向聚焦女性权利的剧情电影、纪录片和电视节目提供资金。

## 媒体形象
平托在《贫民窟的百万富翁》中出演的只是戏份很少的小角色，但她依然因此获得广泛认可。媒体经常猜测她之后出演的角色及所获片酬。2009年3月，《每日电讯报》宣称平托是收入最高的印度女演员，但她此时还没有出演过宝莱坞电影。电视台一度称平托是“印度对西方的最佳出口”，《加尔各答电信报》则认为她“可以说是印度最闪亮的全球影星。”

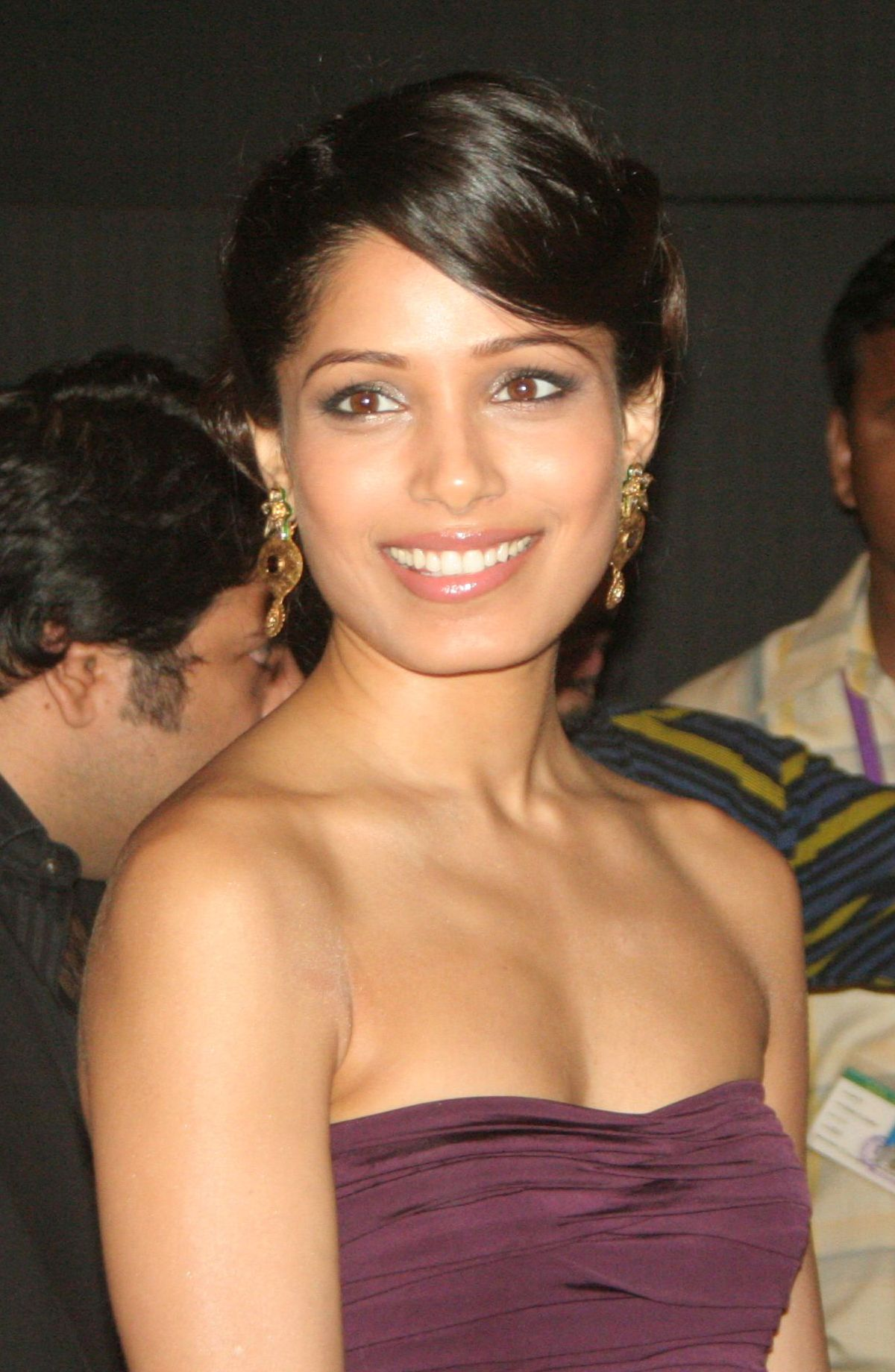
2010年，平托在果阿邦出席第41届印度国际电影节。

平托经常在各种杂志举办的美容时尚民意调查中榜上有名。她曾于2009年入选《人物》杂志一年一度的“世界最美人物”和“世界最佳着装女性”，并于同年入选《时尚》杂志的“十大风情女性”。平托是2011年《洛杉矶时报杂志》（Los Angeles Times Magazine）评选的“电影中50位最美丽女性”榜单上唯一的印度女性。次年，《人物》杂志又将她评为“不论任何年龄段都最美丽的人物”之一。2010至2012年，她连续三年登上网站评选的“99位最富魅力女性”排行榜。
2009年，平托成为巴黎欧莱雅的代言人。两年后，她为欧莱雅产品拍摄的广告引发争议，广告画面显示平托的皮肤似乎更白，效果可能是通过化妆或修图达成。欧莱雅对此否认曾修改平托的照片。
平托在好莱坞已颇具人气，还在印度却相对籍籍无名，许多评论家和分析人员认为这是因为《贫民窟的百万富翁》在印度不受待见。印度社会学家阿希斯·南迪称自己压根儿就没发现她，该国新闻工作者哈立德·穆罕默德（Khalid Mohamed）也认为平托还没有在孟买取得一席之地。印度媒体批评她无论是说印地语还是说英语的口音都不稳定，觉得她是因皮肤黝黑而无法获得出演宝莱坞电影的机会。受到此类批评的同时，也有媒体称赞平托在好莱坞经常出演不同国籍的人物，没有落入印度人物千篇一律的刻板形象。2012年，平托本人在接受《印度斯坦时报》采访时表示，她一直都在着力避开落入刻板印象的角色。
出演“高成本好莱坞大片”的同时，平托还会选择“聪明的独立电影”，在两者间寻找平衡。面对有关她为什么更倾向出演好莱坞电影的问题，平托回答：“我只是想当演员。身为演员，你无需把自身局限在某种文化或种族以内。我希望能前去每一个地方，也愿意接受世界上任何地方的拍片邀约。”

## 作品年表

### 电影
| † | 表示即将上映的电影 |

| 年份 | 片名                     | 角色          | 导演                   | 注释            |
| ---- | ------------------------ | ------------- | ---------------------- | --------------- |
| 2008 | 《贫民窟的百万富翁》     | 拉媞卡        | 丹尼·博伊尔            |                 |
| 2010 | 《遭遇陌生人》           | 迪亚          | 伍迪·艾伦              |                 |
| 2010 | 《》                     | 米拉尔        | 朱利安·许纳贝          |                 |
| 2011 | 《猩球崛起》             | 卡罗琳·阿兰哈 | 鲁伯特·瓦耶特          |                 |
| 2011 | 《特莉萨娜》             |               | 迈克尔·温特伯顿        |                 |
| 2011 | 《黑金》                 | 莱娅公主      | 让-雅克·阿诺           |                 |
| 2011 | 《戰神世紀》             | 淮德拉        | 塔西姆·辛              |                 |
| 2013 | 《女孩崛起》             | 讲解员        | 理查德·罗宾斯          | 纪录片          |
| 2014 | 《沙漠舞者》             | 艾拉          | 理查德·雷蒙德          |                 |
| 2015 | 《圣杯骑士》             | 海伦          | 泰伦斯·马力克          |                 |
| 2015 | 《万物一体》             | 讲解员        | 肖恩·蒙森              | 纪录片          |
| 2015 | 《枪火游戏》             | 科尔特        | 肯·桑泽尔              |                 |
| 2015 | 《解碼黑騎士》（Black Knight Decoded）       | 安娜          | 賈巴爾·雷薩尼          | 短片            |
| 2016 | 《兩個行李員2》（Two Bellmen Two）      | 蕾拉·帕泰爾   | 丹尼爾·馬勒凱·卡布耶拉 | 短片            |
| 2016 | 《回顧向前》（Past Forward）         | 女人#2        | 大衛·歐·羅素           | 短片            |
| 2016 | 《亚麻松：山谷行军》（Yamasong: March of the Hollows） | 蓋塔          | 萨姆·浩二·黑尔         | 配音 动画片     |
| 2018 | 《爱你的，索尼娅》       | 拉希米        | 塔布莱兹·诺兰尼        | [ 132 ] [ 133 ] |
| 2018 | 《森林之子毛克利》       | 梅蘇亞        | 安迪·瑟克斯            | [ 134 ]         |
| 2019 | 《只有》                 | 伊娃          | 塔卡西·達薛            |                 |
| 2020 | 《婚禮幾樣情》           | 亞曼達        | 迪恩·克雷格            |                 |
| 2020 | 《絕望者之歌》           | 厄莎·范斯     | 朗·霍華                |                 |
| 2021 | 《魔爪入室》             | Meera         | Adam Salky             |                 |
| 2021 | 《時光的指針》           | Alex Leslie   | 約翰·雷利              |                 |
| 2022 | 《Mr. Malcolm's List》   | Selina        | Emma Holly Jones       |                 |
| 待定 | 《My Mother's Wedding》† |               | Kristin Scott Thomas   | 後期製作中      |

### 音乐影片
| 年份 | 曲目       | 主唱          | 专辑 |
| ---- | ---------- | ------------- | ---- |
| 2013 | 《大猩猩》 | 布鲁诺·马尔斯 |      |

### 电视
| 年份 | 节目                   | 角色      | 频道                            | 註釋          |
| ---- | ---------------------- | --------- | ------------------------------- | ------------- |
| 2006 | 《完整循环》           | 主持人    | 亚太国际频道                    |               |
| 2014 | 《與卡倫喝咖啡》       | 她自己    | Star World India                | 來賓          |
| 2015 | 《明迪烦事多》         | 她自己    | Hulu                            |               |
| 2015 | 《印度：大自然的仙境》 | 她自己    | 英國廣播公司第二台              | 自然紀錄片    |
| 2017 | 《游擊戰》             | 潔絲·密卓 | Showtime電視網/天空大西洋電視台 | 主角，迷你劇  |
| 2018 | 《朝聖之路》           | 維拉      | Hulu                            | 常設角色      |
| 2020 | 《王家偵探米拉》       | 珊緹女王  | 迪士尼頻道                      | 配音 常設角色 |

## 获奖和提名
| 年份 | 颁奖机构           | 奖项                                     | 作品                 | 结果 | 来源    |
| ---- | ------------------ | ---------------------------------------- | -------------------- | ---- | ------- |
| 2009 | 英国电影学院奖     | 最佳女配角                               | 《贫民窟的百万富翁》 | 提名 | [ 139 ] |
| 2009 | 黑卷轴奖           | 最佳群体演出                             | 《贫民窟的百万富翁》 | 提名 | [ 139 ] |
| 2009 | 中俄亥俄影评人协会 | 最佳群体演出                             | 《贫民窟的百万富翁》 | 提名 | [ 140 ] |
| 2009 | MTV电影大奖        | 最具突破演出                             | 《贫民窟的百万富翁》 | 提名 | [ 139 ] |
| 2009 | MTV电影大奖        | 最佳银幕之吻 （与戴夫·帕特尔一起获提名） | 《贫民窟的百万富翁》 | 提名 | [ 139 ] |
| 2009 | 棕榈泉国际电影节   | 最具突破演出                             | 《贫民窟的百万富翁》 | 獲獎 | [ 26 ]  |
| 2009 | 美国演员工会奖     | 最佳群体演出                             | 《贫民窟的百万富翁》 | 獲獎 | [ 27 ]  |
| 2009 | 青少年选择奖       | 剧情类电影女演员                         | 《贫民窟的百万富翁》 | 提名 | [ 141 ] |
| 2009 | 青少年选择奖       | 电影女新人                               | 《贫民窟的百万富翁》 | 提名 | [ 141 ] |
| 2009 | 青少年选择奖       | 电影之吻（与戴夫·帕特尔一起获提名）      | 《贫民窟的百万富翁》 | 提名 | [ 141 ] |
| 2018 | 墨尔本印度电影节   | 最佳女配角                               | 《爱你的，索尼娅》   | 提名 | [ 142 ] |
| 2018 | 墨尔本印度电影节   | 多元电影奖                               | 不適用               | 獲獎 | [ 143 ] |